# Huaco (Catamarca)
Huaco es una localidad ubicada en el Departamento Andalgalá, en la Provincia de Catamarca. Administrativamente depende del Municipio de Andalgalá, ciudad a la que prácticamente se encuentra anexada y de cuyo centro se ubica 5 km al sur.
Es una localidad muy emparentada con el crecimiento y evolución de Andalgalá, ya que en la misma se encuentra la exestación Huaco del Ferrocarril General Belgrano, cuyos servicios ferroviarios fueron suspendidos en 2010, quedando como vestigio el edificio de la estación, hoy convertido en un centro de ayuda y contención. Además de la estación del tren, otro sitio de interés de este pueblo, es el Aeródromo de Huaco, ubicado al sur de la ciudad, el cual recibió su última actualización en el año 2022.

## Historia
La historia del distrito catamarqueño de Huaco, presenta una situación bastante confusa en cuanto a su fecha exacta de fundación. En la actualidad, el aniversario del pueblo se celebra el día 20 de noviembre, el cual quedó fijado en el acta fundacional del mismo día del año 1720, el cual fuera firmado por un grupo de expatriados que, huyendo de la reducción riojana de Guaco, se asentaron en territorios cercanos a Andalgalá (trayendo consigo, una imagen de San Isidro Labrador) al que habían intentado repoblar en una primera ocasión, luego de una disputa que antaño habían tenido el mandón Francisco Gualcusa (quien había ganado una Real Provisión en la Audiencia de Charcas, para volver a las tierras de Andalgalá) con los caciques Pibala y Aballay.
Según una investigación llevada adelante por la becaria doctoral de la Universidad de Buenos Aires, Licenciada y Profesora en Antropología, Marisol García, entre 1674 y 1693 funcionó una encomienda de las etnias Malfines y Andalgalás, en terrenos de la estancia de Guaco (actualmente Huaco, en la Provincia de La Rioja), donde se llevó a cabo un juicio por la autoridad en dichas tierras. En este arbitrio, participaron las distintas autoridades étnicas que perseguían determinados fines. De entre ellos, se destacaron las figuras del mandón Francisco Gualcusa y las de los caciques Gerónimo Pibala y Pedro Aballay. En efecto de esta disputa, el mandón Gualcusa obtuvo de la Real Audiencia de Charcas una Real Provisión para trasladar el asentamiento de la encomienda, nuevamente hacia la localidad de Andalgalá (asentada el 12 de julio de 1658). Como argumento para llevar a cabo este traslado, Gualcusa asegura que en el Guaco Riojano se presentan grandes inconvenientes que dificultan un normal desarrollo de la vida allí, por lo que reclama el retorno hacia Andalgalá, donde entre otras cosas, asegura la existencia de provisión de agua y otras comodidades para la población. Sin embargo y en respuesta a ello, los caciques Pibala y Aballay, con ayuda del encomendero Gil Gregorio Bazán de Pedraza, se oponen a dicho traslado, argumentando su aquerenciamento en dichos terrenos. La disputa es llevada ante el entonces gobernador Fernando de Mendoza y Mate de Luna, quien requirió la presencia de los comparecientes para definir el pleito. Gualcusa acompañado de un grupo de indígenas, intentó exponer a Bazán acusándolo de haberlo aporreado por haber asistido al llamado del Gobernador, a la vez de reforzar y renovar el pedido de retornar hacia Andalgalá. Bazán por su parte, argumentó que una posible salida de Guaco de un grupo que ya había sido desnaturalizado "por conveniencia y paz pública", sumado a la rebeldía de los malfines, podía provocar la unión de estos últimos con indios forajidos y otros que pretendan reavivar las guerras por el control de las tierras. Finalmente, Mate de Luna terminó inclinándose a favor de la moción de Gualcusa y ordena que entre 1683 y 1684 se proceda al traslado de la reducción hacia Andalgalá.
Lejos de quedarse de brazos cruzados, Bazán sumó los reclamos conjuntos de Pibala y Aballay, quienes opusieron firme resistencia al traslado de la reducción de Guaco, argumentando a dicha reducción como su "natural", a la vez de argumentar que dicho traslado, sería abandonar las chozas, sementeras, ranchos, potreros y capilla que habían construido "con su sudor y lágrimas" en su reducción de La Rioja, a la vez de calificar a Andalgalá como una tierra inculta, con pocos materiales que garanticen su supervivencia. Con estos argumentos, Bazán terminó presentándose nuevamente en la Real Audiencia, logrando en 1685 una nueva Real Provisión que les permitió volver a asentarse en Guaco, no sin antes vivir hechos de zozobra, donde se reprimió a aquellos que pretendieron quedarse en territorio de Andalgalá.
Tras estas disputas, finalmente en 1705, un grupo liderado por Gualcusa decide retornar por su cuenta hacia la zona de Andalgalá. En esos años, Gualcusa sería nominado como testigo de Bartolomé Fernández sobre las tierras de Julumao y Villavil. Este grupo que abandonó la encomienda del Guaco riojano, fueron restituidos a los territorios del Fuerte de Andalgalá, ubicado 5 km al sur de la ciudad homónima. Una vez allí, se llevaron a cabo una serie de reuniones entre Gualcusa y el alcalde Miguel Guaraní, con el fin de delimitar las tierras que serían ocupadas. De estas reuniones, en 1705, Gualcusa, Guaraní y otros miembros de la encomienda acompañaron la toma de posesión de las tierras de Malli, por parte de Francisco Vargas Machucas. Finalmente y tras largas deliberaciones, el 20 de noviembre de 1720 se terminó de fijar en actas el asentamiento del grupo de Gualcusa en los territorios del Fuerte de Andalgalá, el cual comenzó a ser conocido con el nombre de "Huaco", evidenciando el vínculo de sus pobladores con su antiguo lugar de reducción.

### Ferrocarril
Un ícono histórico en la vida de Huaco, fue sin dudas la llegada del ferrocarril, ya que el 11 de mayo de 1910 se produjo la inauguración de la Estación Huaco del Ferrocarril Central Norte Argentino (Hoy Ferrocarril General Belgrano). La llegada de esta vía de comunicación, fue ampliamente aprovechada por los vecinos de Andalgalá y también por las compañías mineras, quienes vieron en el ferrocarril una vía de comunicación segura para las salidas de las producciones mineras y del transporte de pasajeros, contribuyendo al desarrollo y crecimiento de la comuna. Con la nacionalización de los ferrocarriles, en 1947 el ramal de la Estación Huaco pasó a pertenecer al Ferrocarril General Belgrano. Si bien, el servicio ferrovial dejó de funcionar desde 2010, existió interés por parte del proyecto minero Agua Rica de poder reflotar la vieja estación para la explotación del ferrocarril.

## Sitios de interés
- Antigua estación de trenes del Ferrocarril General Belgrano.[7]
- Aeródromo de Huaco.[8]
- Club Atlético Rivadavia, fundado el 1 de agosto de 1924.[9]
- Club Atlético Arsenal, fundado el 16 de abril de 2003.[10]
- Parroquia de San Isidro Labrador, patrono de la localidad.[11]